# イドリエウス

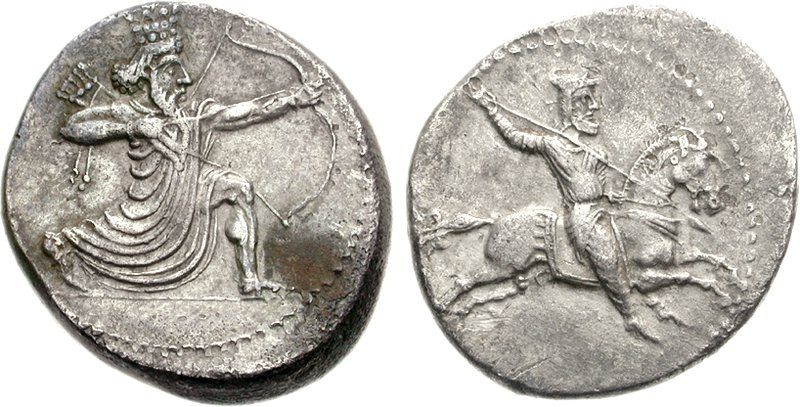
イドリエウスの治世中のアケメネス朝カリアの貨幣。紀元前350年 - 341年頃

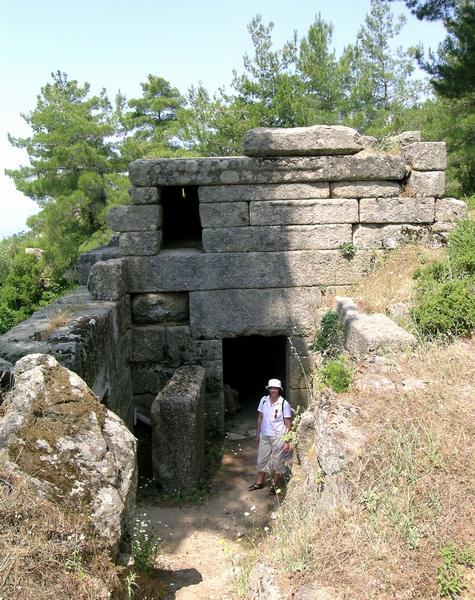
ラブラウンダのイドリエウスの墓（現在のトルコ）

イドリエウス（Idrieus）またはヒドリエウス（Hidrieos、古代ギリシア語: Ἱδριεύς、 - 紀元前344年）は、アケメネス朝カリアの支配者であり、サトラップ。

## 生涯
イドリエウスは7年間の治世の後、紀元前344年に病気で亡くなり、彼の遺志でカリアの主権を妻でもある姉妹のアダに委ねた。